# Darius Miles
Darius LaVar Miles (Belleville, Illinois, 9 de octubre de 1981) es un exjugador de baloncesto estadounidense que disputó 7 temporadas en la NBA. Con 2,06 metros de altura, jugaba en la posición de alero.

## Carrera

### High School
Darius asistió al East St. Louis High School, Illinois, donde consiguió en su temporada como sénior (1999-00) unos números de escándalo: 22,1 puntos, 12,4 rebotes, 3,4 asistencias, 7,2 tapones y 2,4 robos. Lideró al equipo a las semifinales estatales. Fue incluido en el Mejor Quinteto Parade All-America High School y fue miembro de la USA Basketball. 
En su primera campaña en el instituto (1997-98) anotó 14,5 puntos y en su segunda (1998-99), 19,8 puntos, 15 rebotes, 6 asistencias y 2 robos, ayudando al equipo a conseguir el n.º 1 en el ranking estatal y 5.º de todo EE. UU..
Darius se disponía a ingresar en la Universidad de St. John's, pero suspendió la prueba de acceso a la universidad, y decidió presentarse al draft.

### Los Angeles Clippers (2000–2002)
Miles fue elegido por Los Angeles Clippers con el n.º 3 del draft de 2000, convirtiéndose, hasta entonces, en el jugador procedente del instituto más alto que había sido elegido en el draft. Darius aterrizaba en un equipo donde no se iba a sentir tan joven como señalaban sus 19 años, y es que las estrellas del equipo andaban a la par en ese sentido. Su íntimo amigo Quentin Richardson y Keyon Dooling habían llegado al equipo junto a Miles vía draft, y ambos contaban con 20 años. Lamar Odom, jugador franquicia del equipo, tenía 21 y, por aquel entonces, el jovencísimo Corey Maggette solo 21. Los Clippers se quedaron en un balance 31-51, sin playoffs, y con Miles en 9.4 puntos y 5.9 rebotes. Sin embargo, el equipo era uno de los más atractivos para los jóvenes aficionados a la NBA. Su estilo tan desenfadado de juego, con abundancia de jugadas para la galería, y donde mucho tenía que ver Darius Miles, encandiló al público.
Para la temporada 2001-02, se esperaba de Miles, sino la irrupción, sí un rendimiento bastante superior al de su prometedor primer año; pero no cumplió las expectativas y cuajó una temporada similar a la de su año novato: 9.5 puntos, 5.5 rebotes, con la salvedad de las 2.2 asistencias. Con la llegada de Elton Brand, el equipo estuvo a punto de meterse en playoffs con un balance de 40-42.

### Cleveland Cavaliers (2002–2004)
Los Clippers no tuvieron paciencia con Darius y en el verano de 2002 lo traspasaron a Cleveland Cavaliers junto con Harold Jamison a cambio de Andre Miller y Bryant Stith. Este movimiento era un claro indicativo de lo que esperaban de Miles, ser el auténtico jugador franquicia y hacer resurgir a unos Cavaliers que llevaban muchos años en el pozo de la liga. De nuevo patinaron con un desastroso 17-65 y con un Miles en la misma tónica que en Clippers: 9.2 puntos, 5.4 rebotes y 2.6 asistencias. Sin embargo, a la larga Cleveland iba agradecer esta pésima temporada, ya que consiguieron el peor récord de la liga, y por ende, el n.º 1 del draft de 2003, que iba a venir con LeBron James bajo el brazo, amigo de Darius Miles.
En Cleveland entendieron que con Lebron en el equipo, era innecesario tener a Darius, por lo que le buscaron un traspaso. 

### Portland Trail Blazers (2004–2008)
Mediada la temporada traspasaron al devaluado Miles a Portland Trail Blazers a cambio de Jeff McInnis. En Portland demostró su mejor versión de los 3 años que había disputado en la liga, promedió 12.6 puntos, 4.6 rebotes y 2 asistencias, ganándose al finalizar la temporada un contrato de 6 años y 48 millones de dólares. El equipo acabó 41-41, quedándose a las puertas de playoffs.
Durante la 2004-05 Miles hizo una declaraciones después de un enfrentamiento con su entrenador Maurice Cheeks, en el que supuestamente, éste le dedicó insultos racistas. Miles declaró que no le importaría perder los próximos 20 partidos con tal de que Cheeks fuera destituido. Darius fue suspendido con 2 partidos y Cheeks sería destituido por Kevin Pritchard corridos 2/3 de la temporada. El alero se estancó como le sucedió en Clippers, en este caso en 12.8 puntos, 4.6 rebotes y 2 asistencias. En aquella temporada anotó 47 puntos ante Denver Nuggets, su tope en puntos a día de hoy.
En la 2005-06 Miles empezó a lo grande, frente a Minnesota Timberwolves se salió con 32 puntos, 11 rebotes, 5 asistencias, 5 robos y 3 tapones en uno de los mejores partidos, si no el mejor, que se le recuerda en la NBA. Parecía que Darius podía irrumpir por fin en la liga con fuerza, pero una lesión cortó su buena progresión. Volvió en febrero pero sin la misma motivación. Disputó 40 partidos y promedió 14 puntos, 4.6 rebotes y 1.8 asistencias. 
Se perdió la 2006-07 entera por una microfractura, lesión que requiere un año aproximadamente para volver al estado anterior a la lesión. 

### Memphis Grizzlies (2008–2009)
Tras esta larga etapa de lesiones, en agosto de 2008 volvió a la NBA, concretamente a Boston Celtics, aunque el 20 de octubre de 2008 fue cortado.
El 14 de diciembre de 2008 firmó un contrato no garantizado con los Memphis Grizzlies, por el mínimo salarial de la liga. El 7 de enero de 2009, tras capturar 2 rebotes y colocar 2 tapones en 9 minutos en dos partidos, fue cortado por los Grizzlies. El 30 de enero los Grizzlies le firmaban para el resto de temporada en la que finalmente acabó jugando 34 partidos promediando 3,5 puntos y 1,7 rebotes en 8,8 minutos de juego.

## Estadísticas de su carrera en la NBA

### Temporada regular
| Año     | Equipo        | PJ  | PT  | MPP  | %TC  | %3P  | %TL  | RPP | APP | ROB | TPP | PPP  |
| ------- | ------------- | --- | --- | ---- | ---- | ---- | ---- | --- | --- | --- | --- | ---- |
| 2000–01 | L.A. Clippers | 81  | 21  | 26.3 | .505 | .053 | .521 | 5.9 | 1.2 | .6  | 1.5 | 9.4  |
| 2001–02 | L.A. Clippers | 82  | 6   | 27.2 | .481 | .158 | .620 | 5.5 | 2.2 | .9  | 1.3 | 9.5  |
| 2002–03 | Cleveland     | 67  | 62  | 30.0 | .410 | .000 | .594 | 5.4 | 2.6 | 1.0 | 1.0 | 9.2  |
| 2003–04 | Cleveland     | 37  | 16  | 24.0 | .432 | .167 | .542 | 4.5 | 2.2 | .7  | .7  | 8.9  |
| 2003–04 | Portland      | 42  | 40  | 28.4 | .526 | .200 | .702 | 4.6 | 2.0 | 1.0 | .8  | 12.6 |
| 2004–05 | Portland      | 63  | 22  | 27.0 | .482 | .348 | .600 | 4.7 | 2.0 | 1.2 | 1.2 | 12.8 |
| 2005–06 | Portland      | 40  | 23  | 32.2 | .461 | .200 | .534 | 4.6 | 1.8 | 1.0 | 1.0 | 14.0 |
| 2008–09 | Memphis       | 34  | 0   | 8.8  | .485 | .167 | .742 | 1.7 | .5  | .3  | .6  | 3.5  |
| Total   | Total         | 446 | 190 | 26.3 | .472 | .168 | .590 | 4.9 | 1.9 | .9  | 1.1 | 10.1 |

## Vida personal
Miles tuvo un papel en la película The Perfect Score (2004). Antes apareció en National Lampoon's Van Wilder (2001), junto con sus entonces compañeros Michael Olowokandi y Quentin Richardson.
El 3 de agosto de 2011, fue arrestado en el Aeropuerto Internacional Lambert (Misuri) por llevar un arma cargada.
En octubre de 2018, Miles comunicó su lucha con problemas mentales que había sufrido tras dejar la NBA, en un artículo de Player's Tribune.
En septiembre de 2016 se declaró en bancarrota después de haber ganado más de 62 millones de dólares a lo largo de su carrera profesional.
El 7 de octubre de 2021, Miles fue acusado de fraude de seguros por el Distrito Sur de Nueva York por haber defraudado presuntamente el plan de beneficios de salud y bienestar de la NBA.